# Patrice de Charette
Pour les articles homonymes, voir famille Charette et Charette.
Patrice de Charette, né le 13 mai 1949 à Malestroit dans le Morbihan, est un magistrat français, en dernier lieu président de la chambre sociale à la Cour d'appel de Toulouse et délégué régional du Syndicat de la magistrature  jusqu'en avril 2010. Il a été depuis cette date chef de mission de l'assistance technique au Programme d'appui à la justice au Tchad (PRAJUST) mis en place par l'Union européenne puis occupa les mêmes fonctions d’ août 2014 à septembre 2018 dans le Programme d'appui à la réforme de la justice en Tunisie (PARJ),,.

## Biographie
Né dans une famille catholique de droite comptant le chef vendéen François Athanase Charette de La Contrie, Patrice de Charette fréquente adolescent les mouvements de jeunesse catholique. Le cœur à gauche, il garde un « engagement humaniste ». Le 1er février 1972, il entre à l'école nationale de la magistrature où il adhère au syndicat de la magistrature.
Le 15 mai 1974, il est nommé pour son premier poste juge d'instruction à Béthune. En 1975, il est le juge de l'affaire Chapron. S'appuyant sur la jurisprudence de la Cour de Cassation, il établit que le responsable d'un accident est « celui qui a la compétence, les pouvoirs et l'autorité ». Sa décision d'ordonner la mise en détention provisoire d'un chef d'entreprise, M. Jean Chapron, pour homicide involontaire après un accident mortel du travail provoque une immense polémique. Le Garde des Sceaux, Jean Lecanuet, critique la décision du magistrat et l'accuse au journal de 20 heures d'avoir rendu « une justice de classe ». Paris Match lance l'expression « les juges rouges ». Jean Chapron est libéré au bout de cinq jours par la Cour d'appel de Douai réunie exceptionnellement un samedi. Le choc dans les milieux patronaux et la prise de conscience qui en résultent conduisent à une baisse spectaculaire du nombre des accidents mortels du travail (de 4 000 à 2 000 par an)[réf. nécessaire].
En 1978, dans une affaire concernant un autre PDG, M. Leleu, le tribunal de Béthune (qui compte déjà 14 syndiqués sur un peu plus de trente magistrats) prononce une condamnation à un an de prison ferme pour entrave à l'exercice du droit syndical. Cinq cents patrons manifestent alors devant le tribunal leur révolte contre les juges chargés de l'affaire mais aussi contre le juge de Charette, étranger à l'affaire, mais dont on prétend qu'il est beaucoup plus indulgent pour les autres justiciables que pour les « patrons ».
Dans les années 1990, il est président du tribunal de grande instance de Saintes.
En janvier 1997, il participe à l'organisation d'un colloque avec les magistrats signataires de l'Appel de Genève puis fera partie des juges soutenant Renaud Van Ruymbeke.
De 1996 à 1998, il participe à des réunions de coopération juridique du Conseil de l'Europe, en tant que membre du bureau du MEDEL.
De 1996 à 2002, il est secrétaire général de l'association européenne de magistrats MEDEL (Magistrats Européens pour la Démocratie et les Libertés).
En juin 2000, il est détaché auprès de l'ONU comme juge international au Kosovo, pour juger les crimes ethniques dans les cours kosovares, et participe ainsi à l'expérience des premières cours "mixtes" (juges internationaux siégeant dans des cours nationales avec des juges locaux).

En octobre 2002, il publie à ce sujet Les oiseaux noirs du Kosovo : un juge à Pristina chez Michalon,.
En 2002, il participe au film Le temps des juges de Frédéric Compain.
De 2004 à 2007, il est chef de mission du projet d'appui la consolidation de l'État de droit à Madagascar mis en place par l'Union européenne. Il diffuse des "chroniques malgaches"
En 2008, il participe au film Les mauvais jours finiront de Thomas Lacoste,,
Selon Rue89, il aurait fait partie des juges espionnés par les services secrets italiens. Lors d'une perquisition au sein de ces services, des retranscriptions d'écoutes ont été découvertes visant de nombreux magistrats italiens et trois magistrats français, dont Patrice de Charette au titre de ses fonctions de secrétaire général de l'association européenne de magistrats MEDEL. Une procédure pénale est en cours en Italie et une en France, dans laquelle il est partie civile.
De 2010 à 2014, il dirige le projet d'appui à la justice au Tchad (PRAJUST). Il publie régulièrement des "chroniques tchadiennes". À partir d’ août 2014, il dirige l'assistance technique au projet de réforme de la justice en Tunisie dont il démissionne en septembre 2018.
De septembre 2023 à août 2024, il a été chef d’équipe de l'assistance technique au deuxième programme d'appui à la réforme de la justice (PRAJUST2) en République Démocratique du Congo.

## Publications
- Les Oiseaux noirs du Kosovo : Un Juge à Pristina, Michalon, 29 octobre 2002, 222 p. (ISBN 978-2-84186-179-8)

## Pour approfondir